# اونژه
اونژه (به فرانسوی: Angé) یک کمون در فرانسه است که در لوآر-ا-شر واقع شده‌است. اونژه ۱۷٫۳۶ کیلومتر مربع مساحت دارد ۶۸ متر بالاتر از سطح دریا واقع شده‌است.